# Christian E. Christiansen
Christian E. Christiansen (født 4. december 1972) er en dansk filminstruktør. Hans kortfilm Om natten var nomineret til bedste kortfilm ved Oscaruddelingen 2008.

## Filmografi
| Værk                      | År   | Rolle                | Noter      |
| ------------------------- | ---- | -------------------- | ---------- |
| Lev stærkt                | 2014 | Instruktør           | Spillefilm |
| Catch the Dream           | 2013 | Teknisk instruktør   | Spillefilm |
| The Roommate              | 2011 | Instruktør           | Spillefilm |
| ID A                      | 2011 | Instruktør           | Spillefilm |
| Zoomerne                  | 2009 | Instruktør           | Spillefilm |
| Dig og mig                | 2008 | Instruktør           | Spillefilm |
| Mikkel og Guldkortet      | 2008 | Instruktør           | Tv-serie   |
| Om natten                 | 2007 | Instruktør           | Kortfilm   |
| Råzone                    | 2006 | Instruktør           | Spillefilm |
| Nynne                     | 2005 | Producer             | Spillefilm |
| Manden bag døren          | 2003 | Linjeproducer        | Spillefilm |
| Monsteret                 | 2002 | Producer             | Kortfilm   |
| Gabriels ord              | 2002 | Hospital Orderly     | Kortfilm   |
| Leïla                     | 2001 | Nils' ven            | Spillefilm |
| Gottlieb                  | 2001 | Producer             | Kortfilm   |
| Postkort fra Mars         | 2001 | Manager              | Kortfilm   |
| Ilddaab                   | 1999 | Producer             | Kortfilm   |
| Olsen-bandens sidste stik | 1998 | Arkivarassistent     | Spillefilm |
| Baby Doom                 | 1998 | Runner               | Spillefilm |
| Portland                  | 1996 | Runner               | Spillefilm |
| Sidste time               | 1995 | Finn                 | Spillefilm |
| Sort Hjerte               | 1995 | Location manager     | Kortfilm   |
| Juletestamentet           | 1995 | Produktionsassistant | Tv-serie   |